# Вайтсайд (округ, Іллінойс)
Шаблон:StateAbbr_ 41°45′ пн. ш. 89°55′ зх. д. / 41.75° пн. ш. 89.91° зх. д.
Округ  Вайтсайд (англ. Whiteside County) — округ (графство) у штаті  Іллінойс, США. Ідентифікатор округу 17195.

## Історія
Округ утворений 1836 року.

## Демографія
За даними перепису 
2000 року 
загальне населення округу становило 60653 осіб, зокрема міського населення було 39295, а сільського — 21358.
Серед мешканців округу чоловіків було 29697, а жінок — 30956. В окрузі було 23684 домогосподарства, 16759 родин, які мешкали в 25025 будинках.
Середній розмір родини становив 2,99.
Віковий розподіл населення поданий у таблиці:
| Стать    | До 15 років | 15-21 | 22-29 | 30-39 | 40-49 | 50-65 | 65-85 | Понад 85 |
| -------- | ----------- | ----- | ----- | ----- | ----- | ----- | ----- | -------- |
| Чоловіки | 6412        | 3017  | 2732  | 4082  | 4641  | 4817  | 3616  | 380      |
| Жінки    | 6090        | 2751  | 2624  | 4099  | 4644  | 5004  | 4822  | 922      |

## Суміжні округи
- Керролл — північ
- Оґл — північний схід
- Лі — схід
- Бюро — південний схід
- Генрі — південь
- Рок-Айленд — південний захід
- Клінтон, Айова — захід

## Виноски
1. ↑  U.S. Decennial Census. United States Census Bureau. Архів оригіналу за 19 липня 2018. Процитовано 9 липня 2014.
2. ↑  Historical Census Browser. University of Virginia Library. Архів оригіналу за 11 серпня 2012. Процитовано 9 липня 2014.
3. ↑  Population of Counties by Decennial Census: 1900 to 1990. United States Census Bureau. Архів оригіналу за 24 квітня 2014. Процитовано 9 липня 2014.
4. ↑  Census 2000 PHC-T-4. Ranking Tables for Counties: 1990 and 2000 (PDF). United States Census Bureau. Архів оригіналу (PDF) за 18 грудня 2014. Процитовано 9 липня 2014.
5. ↑  State & County QuickFacts. United States Census Bureau. Архів оригіналу за 11 січня 2016. Процитовано 9 липня 2014.(англ.) Наведено за англійською вікіпедією.
6. ↑  American FactFinder. Бюро перепису населення США. Архів оригіналу за 26 лютого 2012. Процитовано 31 січня 2008.

| США | Це незавершена стаття з географії США. Ви можете допомогти проєкту, виправивши або дописавши її. |